# Туризам у Италији
Туризам је већ неколико деценија најбрже растућа привредна делатност у Италији, и један од најстабилнијих сектора националне економије. Са преко 43.000.000 страних туриста, колико је годишње посети, Италија је пета најпосећенија земља на свету. Приход од туризма се процењује на 42.700.000.000 долара, што је ставља на четврто место у групи земаља са највећом зарадом у туризму. 

## Развој туризма
Италија је, поред Француске, била водећа европска туристичка земља, до шездесетих година прошлог века, када је туризам у Шпанији доживео нагли пораст. Године 1985, у земљи је боравило 25.000.000 страних туриста који су остварили 100.000.000 ноћења и око 8.500.000.000 долара прихода. Две године касније, број туриста се повећао за само 800.000, али је приход достигао 12.000.000 долара. Још две године касније, забележен је још мањи пораст - 100.000 људи више него 1987. Крајем двадесетог века, Сједињене Америчке Државе постају изузетно популарна дестинација па Италија још силази на лествици водећих земаља јер број туриста који је посете расте веома споро. 

## Туризам по врстама

### Приморје
Италија заузима централни део Средоземља и излази на пет мора: Лигурско, Јонско, Тиренско, Средоземно и Јадранско, па је у складу са тим извршена подела на пет приморских туристичких регија са специфичним обележјима.
- Лигурско (Лигуријско) приморје се простире око Ђеновског залива. Чине га „Ривијера ди Поненте“ и „Ривијера ди Леванте“, које раздваја највећи град ове области - Ђенова. Лигурски Алпи и Лигурски Апенини штите ову област од хладних ваздушних маса због чега туристичка сезона траје седам месеци. Туризам Лигурске обале има дугу традицију због чега су овдашње плаже и шеталишта уређене налик онима на Азурној обали, која је у непосредној близини. Највећи туристички центри су Сан Ремо, Портофино, Империја, Чинкве Тере и Савона. Због бујне суптропске вегетације, ова регија се назива „Обала цвећа“ (Riviera dei Fiori)

- Тиренско приморје захвата приморски појас уз Тиренско море, али и делове у унутрашњости полуострва. Овој регији припадају провинције Тоскана, Умбрија, Лацио и Кампанија. Овај део је претежно брежуљкаст, а у доњем току река Арно и Тибар - изразито равничарски. Одликује га велика туристичка атрактивност јер има доста вулканских купа, језера у кратерима угашених вулкана и термоминералних извора. Обале су ниске, често и замочварене што умањује њихову привлачност. Главне карактеристике Тиренског приморја јесу богатство културно-историјским споменицима из доба ренесансе, пријатни пејзажи Тоскане, препознатљиве по чемпресима и виноградима и бројна села, претворена у амбијенталне целине. У овом делу Италије се налази вулкан Везув, као и остаци Помпеје и Херкуланеума, које је он уништио 79. године п. н. е, главни град Рим, други велики градови попут Фиренце и Напуља, и летовалишта од којих су најпознатија Терачина, Остија, Соренто, Салерно, Анцио, Амалфи, Паола и Катанцаро и острво Капри - једна од најпопуларнијих монденских дестинација на Медитерану.

- Летовалишта која припадају Средоземном приморју бележе све већи број туриста. Јужна Италија има изразито суптропску климу, топло море и бројне квалитетне плаже. Лета на Сицилији су врела и јако сува, а због топлих ваздушних струја из Сахаре дешава се да пређу 45°C. Атрактивност овог дела земље повећава и богато културно-историјско наслеђе у виду споменика и археолошких локалитета из античких времена, од којих су најпознатији Долина храмова, Селинунт и Хераклеја Миноја. Ово је најмања приморска регија јер обухвата само јужни и западни део Сицилије и северну, јужну и западну обалу Сардиније. Најпознатије туристичке дестинације су Агриђенто и Марсала на Сицилији и Сасари на Сардинији.

Јонско приморје је „Аутострадом Сунца“ повезано са северним и централним деловима Италије. У ову регију се убрајају провинције Пуља („Потпетица Италије“) и Калабрија, као и источна обала Сицилије. На копненом делу туризам тек узима замах, а велики број смештајних објеката је недавно изграђен, док се на Сицилији налазе већ афирмисане дестинације. У централном делу Пуље пажњу туриста привлаче „трули“ (truli) - старе куће са конусним крововима, обојене у бело, док су на обалама залива Таранто изграђена малобројна летовалишта: Таранто, Соверато, Галиполи и Бриндизи. На Сицилији се, међутим, налазе много популарнија места, као што су Таормина (град из доба старе Грчке), Катанија, Сиракуза, Ђардини-Наксос и Летојани. Туристима су посебно привлачна типична сицилијанска села Форца д'Агро и Савока у којима је сниман филм „Кум“. Нарочиту атрактивност овој регији даје активни вулкан Етна.